# Inspektorat Graniczny nr 13
Inspektorat Graniczny nr 13 – jednostka organizacyjna Straży Granicznej pełniąca służbę ochronną na granicy polsko-niemieckiej w latach 1928–1939.

## Formowanie i zmiany organizacyjne
Rozporządzeniem Prezydenta Rzeczypospolitej Polskiej Ignacego Mościckiego z 22 marca 1928 roku, do ochrony północnej, zachodniej i południowej granicy państwa, a w szczególności do ich ochrony celnej, powoływano z dniem 2 kwietnia 1928 roku Straż Graniczną.
Dowódca Straży Granicznej gen. bryg. Stefan Pasławski swoim rozkazem nr 3 z 25 kwietnia 1928 roku w sprawach organizacji Wielkopolskiego Inspektoratu Okręgowego określił granice inspektoratu granicznego: od północy: placówka Straży Granicznej „Proszów” wyłącznie, od południa: placówka Straży Granicznej „Starokrzepice” włącznie.
Rozkazem nr 7 z 23 października 1931 roku w sprawach organizacyjnych i etatowych, zlikwidowano Inspektoratu Okręgowego nr VI. Należący wcześniej do Inspektoratu nr VI komisariat wewnętrzny SG „Łódź” przydzielono pod względem służbowym bezpośrednio do Komendy Straży Granicznej, a etatowo, ewidencyjnie i gospodarczo do Inspektoratu Granicznego „Wieluń”.
Rozkazem nr 4 z 17 grudnia 1934 roku w sprawach […] zarządzeń organizacyjnych i zmian budżetowych, dowódca Straży Granicznej płk Jan Jur-Gorzechowski wyłączył komisariat „Panki” z Inspektoratu Granicznego „Wieluń” i przydzielił do Inspektoratu Granicznego „Częstochowa”.
Rozkazem nr 4 z 17 grudnia 1934 roku w sprawach […] zarządzeń organizacyjnych i zmian budżetowych, dowódca Straży Granicznej płk Jan Jur-Gorzechowski wyłączył komisariat „Laski” z Inspektoratu Granicznego „Ostrów” i przydzielił do Inspektoratu Granicznego „Wieluń”.
Rozkazem nr 2 z 30 listopada 1937 roku w sprawach […] przeniesienia siedzib i likwidacji jednostek, dowódca Straży Granicznej płk Jan Gorzechowski przeniósł siedzibę placówki II linii „Laski” do m. Łęka i zniósł placówkę II linii „Szczerców”.
Rozkazem nr 2 z 30 listopada 1937 roku w sprawach […] przeniesienia siedzib i likwidacji jednostek, dowódca Straży Granicznej płk Jan Gorzechowski zniósł posterunek SG „Sieradz”.
Rozkazem nr 2 z 8 września 1938 roku w sprawie terminologii odnośnie władz i jednostek organizacyjnych formacji, dowódca Straży Granicznej płk Jan Gorzechowski nakazał zmienić nazwę Inspektoratu Granicznego „Wieluń” na Obwód Straży Granicznej „Wieluń”.

## Służba graniczna
Rozkazem nr 11 z 9 stycznia 1930 roku w sprawie organizacji Wielkopolskiego Inspektoratu Okręgowego komendant Straży Granicznej płk Jan Jur-Gorzechowski zatwierdził granice inspektoratu granicznego: od zachodu – granica Inspektoratu Granicznego Ostrów, od południa – placówka SG „Kluczno” włącznie.
Kierownik Inspektoratu Granicznego „Wieluń” w dodatku do rozkazu organizacyjnego nr 3 z 19 lipca 1930 roku sprecyzował granice inspektoratu:
- granica północna: od kamienia granicznego nr 1 granicą powiatu Kępno – Wieluń, rzeką Prosną, dalej granicą powiatów Kalisz – Sieradz do Bukowiny;
- granica wewnętrzna: od Bukowiny przez Wójcice, Żelisław, Równą do stacji kolejowej Kobierzycko, dalej na wschód wzdłuż toru kolejowego do Sieradza;
- granica południowa: od kamienia granicznego nr 88 w kierunku do skrzyżowania dróg Jaciska, Jeziorko i Kamińsko – Kuleje, dalej drogą w kierunku Kuleje obok Klepaczka, następnie w kierunku przejścia szosy Truskolasy – Wręczyca przez leśniczówkę Golce Duże, dalej skrzyżowanie rzeczki Trzopka z szosą Kłobuck – Wręczyca, następnie koryto rzeki Trzopka i w dalszym ciągu koryto rzeki Kacynka do granicy powiatu radomskiego w m. Wólce Prusieckiej, dalej szosą przez Gościec do Brzeźnicy, następnie szosą Wola Wiewiecka, Wiewiec, Krzywanice, Sulmierzyce, Osiny do Szczercowa, następnie kierunek przejścia rzeki przez szosę Szczerców, dalej koryto Widawki aż do ujścia Widawki do Warty, następnie koryto Warty aż do mostu na Warcie pomiędzy Sieradzem a Woźnikami.

Sąsiednie inspektoraty
- Inspektorat Graniczny „Ostrów” ⇔ Inspektorat Graniczny „Lubliniec” – 1928

## Kierownicy/komendanci inspektoratu
| stopień          | imię i nazwisko     | okres pełnienia służby      | kolejne stanowisko |
| ---------------- | ------------------- | --------------------------- | ------------------ |
| starszy komisarz | Wacław Pachecka     | V 1928 -                    |                    |
| nadkomisarz      | Adam Lubiński       | – 20 VIII 1934              |                    |
| inspektor        | Bolesław Czajkowski | 1 VIII 1934 – był w XI 1937 |                    |

## Struktura organizacyjna
Organizacja inspektoratu w kwietniu 1928:
- komenda – Wieluń
- komisariat Straży Granicznej „Laski”
- komisariat Straży Granicznej „Dzietrzkowice”
- komisariat Straży Granicznej „Praszka”
- komisariat Straży Granicznej „Jaworzno”

Organizacja inspektoratu w styczniu 1930:
- komenda – Wieluń
- 1/13 komisariat Straży Granicznej „Dzietrzkowice”
- 2/13 komisariat Straży Granicznej „Praszka”
- 3/13 komisariat Straży Granicznej „Rudniki”
- 4/13 komisariat Straży Granicznej „Panki”